# Actias truncatipennis
 Actias truncatipennis là một loài bướm đêm trong chi Actias thuộc họ Saturniidae. Loài bướm đêm này sinh sống ở México. Loài này giống bướm đêm mặt trăng nhưng lớn hơn.